# Owen Mumford
Owen Mumford Ltd. ist ein international tätiges Familienunternehmen mit Sitz in Woodstock, Großbritannien, das medizinische Kleingeräte produziert, entwickelt, vermarktet und vertreibt.

## Geschichte
1952 gründeten Ivan Owen und John Mumford in einer kleinen Garage von Ivans Vater Tom Owen das Unternehmen zur Herstellung von medizintechnischen Geräten. Ihr erstes Produkt war eine verbesserte Version des Macintosh-Laryngoskops. 1958 wurde eine ehemalige Handschuhfabrik in der Oxford Street in Woodstock aufgekauft und zum neuen Firmensitz ausgebaut. Es folgte der Oxford Inflationsblasebalg, der Radcliffe Befeuchter und weiteres Anästhesiezubehöhr. Auch die Fertigung von Aluminiumformen für die heimische Kunststoffspritzindustrie gehörte zum Geschäftsbereich Präzisionstechnik. Owen Mumford war damit auch ein wichtiger Zulieferer von Gussformen für die britische Automobilindustrie.
Im März 1978 wurde das Produkt „Autolet“, die weltweit erste automatische Stechhilfe eingeführt, mit der Diabetiker sich selbst Kapillarblut entnehmen konnten. Dies führte zu einer enormen Nachfrage nach sterilen Lanzetten. 1982 trat das Unternehmen in den Markt der medizinischen Verbrauchsmaterialien ein und stellte unter der Marke „Unilet“ sterile Lanzetten her. Ende der 1990er Jahre wurde mit dem „Accupen“ der weltweit erste Insulin-Pen produziert. In den 1990er Jahren stiegen die Umsätze weiter an und mit den neuen Folgeprodukten „Autopen“ (Insulin-Dosiersystem) und den „Unistik 3“-Sicherheitslanzetten wurden auch OEM-Verträge mit international tätigen Pharmazie- und Diagnostika-Herstellern unterzeichnet. 1992 wurde die Produktion von Gussformen eingestellt und in Chipping Norton, Oxfordshire, eine neue Produktionsstätte gebaut, die im Mai 2007 nochmals erweitert wurde.
Im Dezember 2009 unterzeichnete das Unternehmen eine dreijährige Liefervereinbarung mit Sanofi Aventis über die wiederverwendbaren Insulin-Pens „Autopen 24“. Der Umsatz des Unternehmens wird zwischen 100 und 200 Millionen US-Dollar geschätzt. Nach Angaben des Konkurrenten Ypsomed liegt der weltweite Marktanteil von Owen Mumford bei den Diabetes-Geräteherstellern bei rund 18 Prozent.
Vorstandsvorsitzender des Unternehmens ist derzeit Mark Owen.
Die Niederlassung in Deutschland befindet sich in Großostheim-Ringheim. Weitere Niederlassungen bestehen in Frankreich, in den USA, in Mexiko, in Malaysia und in der Volksrepublik China.

## Produkte
Zu den Produkten gehören Insulin-Pens, Pen-Nadeln, Sicherheitslanzetten, Lanzetten, Neuropathie-Screening-Geräte und sexuelle Gesundheitsprodukte wie Vaginaldilatoren und Vakuumerektionshilfen.

## Weblink
- Offizielle Webpräsenz